# Hoek van Holland Haven
Hoek van Holland Haven is een metrostation, busstation, veerterminal en voormalig treinstation in Hoek van Holland. Het treinstation en de veerbootterminal werden geopend op 1 juni 1893. Het treinstation werd gesloten op 1 april 2017, en lag toen aan de spoorlijn Schiedam - Hoek van Holland (de Hoekse Lijn). Op 30 september 2019 werd het heropend als tijdelijk eindpunt van metrolijn B van de Rotterdamse metro. Op 31 maart 2023 werd de verlenging naar Station Hoek van Holland Strand geopend; sinds die datum is "Haven" een station aan de doorgaande metrolijn.
Het voormalige treinstationsgebouw is verbonden met de veerbootterminal van Hoek van Holland, vanwaar de veerboten van Stena Line naar de Engelse havens Harwich (passagiers en vracht) en Killingholme (alleen vracht) vertrekken. Eerder was het station een belangrijk begin- en eindpunt van treinen naar Duitsland, Scandinavië, Warschau en Moskou met namen als Britannia Expres, Rhein Express, Nord-West Expres, Scandinavië-Holland Express en Warszawa-Hoek Expres. Deze sloten aan op de bootdienst naar het Engelse Harwich, die zijn aanlegplaats naast het spoorwegstation had. Sinds de opening van de Kanaaltunnel in 1994 verdwenen de internationale treinen meer en meer.
Aan de noordzijde van het metrostation is er naast woningen ook een winkelgebied.

## Geschiedenis

### Treinstation

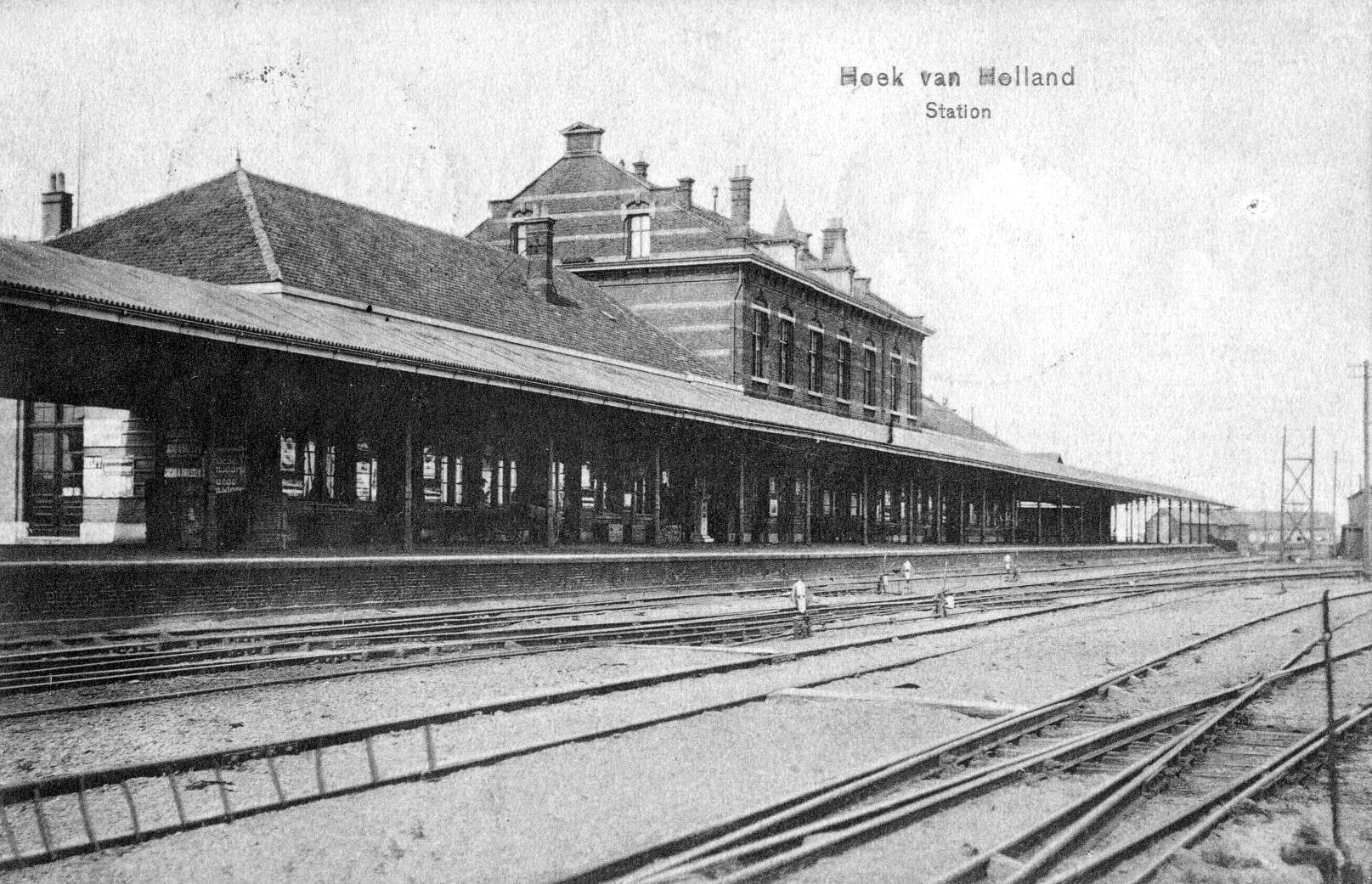
Station Hoek van Holland Haven; circa 1907.

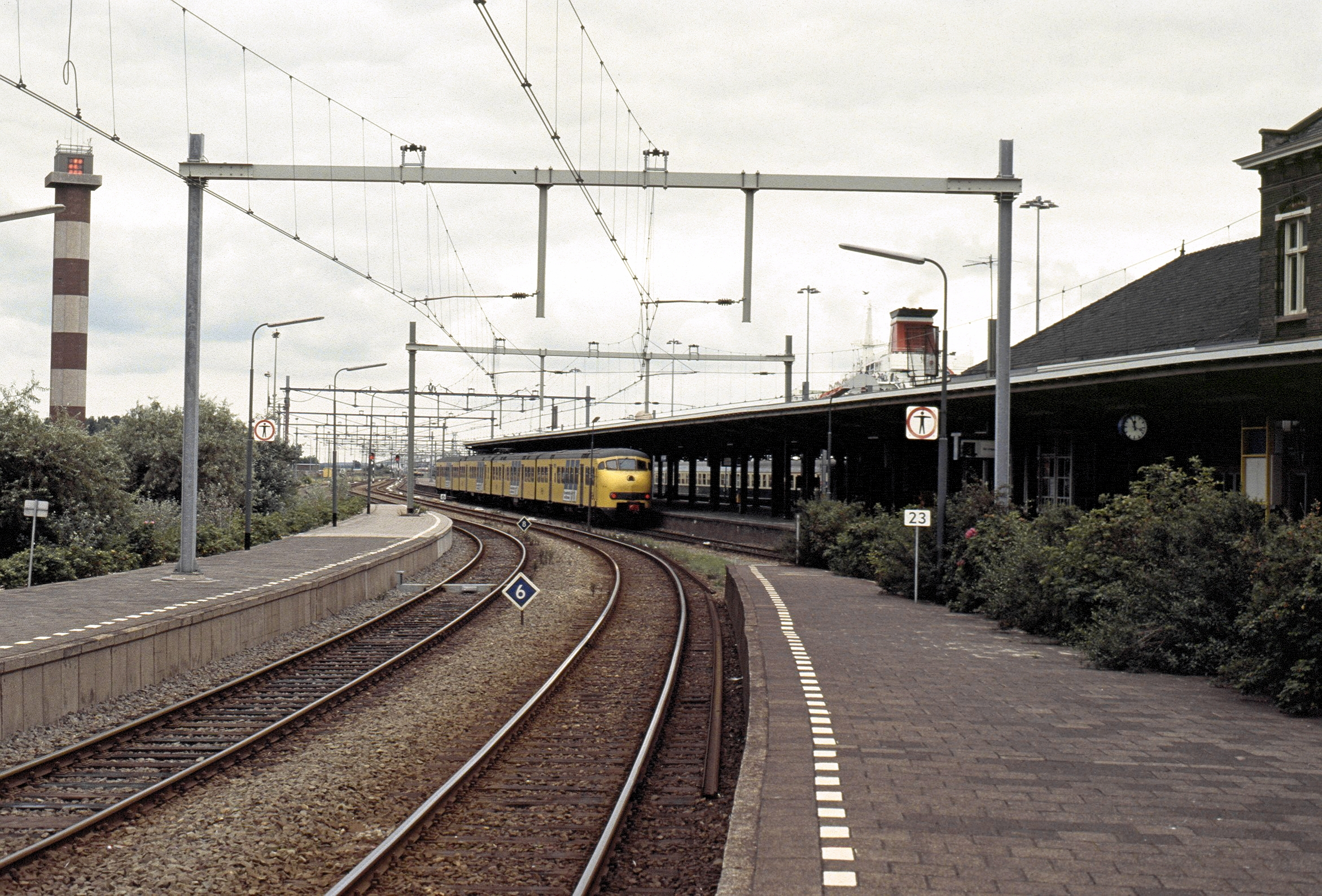
Hoek van Holland Haven; 8 september 1991.

Het oorspronkelijke stationsgebouw werd gebouwd in 1893 door de HIJSM, en bestaat uit een hoog middengebouw, geflankeerd door twee lagere zijvleugels. In 1950 werd een tweede stationsgebouw naast het oude geplaatst naar een ontwerp van Sybold van Ravesteyn, dat een Italiaanse indruk maakt met een lange gevel en een veelvuldig herhaalde verticale geleding.
Het station had 4 kopsporen, één daarvan (spoor 3) liep door voor het stationsgebouw langs en was bedoeld voor internationale treinen, de kortere kopsporen 4, 5 en 6 die aan de oostkant van het station eindigden waren voor de lokale treinen vanuit Rotterdam, alhoewel daar ook internationale treinen werden afgehandeld. Daarnaast waren er, iets noordwestelijker, twee eilandperrons (spoor 1 en 2) in de bocht voor doorgaande treinen naar station Station Hoek van Holland Strand.
Tot 10 december 2006 reed er tweemaal daags een intercity als boottrein van en naar Amsterdam Centraal, aansluitend op de veerdienst van en naar Harwich. Met ingang van de dienstregeling 2007 verdwenen deze twee treinen, omdat de snelle bootverbinding naar Engeland werd vervangen door een dag- en een nachtboot. Sindsdien stopte er alleen elk half uur een sprinter van Rotterdam Centraal naar Hoek van Holland Strand v.v.
Als voorbereiding op sluiting van de Hoekse Lijn voor treinverkeer, zijn in 2016 de 3 kortere kopsporen die oostelijk van het station lagen gesaneerd, inclusief verwijdering van de bovenleiding.
Op 1 april 2017 werd het station gesloten voor treinverkeer. Het station werd bediend door pendelbussen vanaf station Station Schiedam Centrum.

### Metrostation
Per 1 april 2017 is de Hoekse Lijn overgenomen door de Metropoolregio Rotterdam Den Haag, die de spoorlijn liet verbouwen tot een metrolijn, die geëxploiteerd wordt door de RET.

#### Eerste tijdelijk metrostation
Op 30 september 2019 werd de metrodienst naar Hoek van Holland Haven geopend. Sindsdien was het station het eindpunt van de Rotterdamse Metrolijn B. Metro's halteerden op het oude spoor voorlangs het stationsgebouw (spoor 1, in NS-tijd spoor 3) waar voorheen de internationale treinen halteerden. Een tweede spoor (spoor 2) met perron lag in bajonetligging iets zuidoostelijker, dit werd slechts enkele keren per week gebruikt voor dienstritten.
De verbinding met Hoek van Holland Strand werd van 1 november 2019 tot en met 31 maart 2023 verzorgd door RET-buslijn 611, die vanaf metrostation Hoek van Holland Haven via de Strandweg naar het strand pendelde ter hoogte van het nieuwe metrostation Hoek van Holland Strand. De dienstregeling van deze pendelbus sloot (behalve tijdens de vakantieperiodes met aangepaste dienstregelingen) aan op de aankomst- en vertrektijden van de verlengde metrolijn B: doordeweeks tot ca. 14:00 uur sloten de tijden van de bus aan op de vertrektijden van de metro richting metrostation Nesselande in Rotterdam, na ca. 14:00 uur sloot deze bus aan op de aankomsttijden van de metro uit Rotterdam. In het weekend sloot de dienstregeling van de bus aan op zowel de aankomst- als vertrektijden van de metro.

#### Tweede tijdelijk metrostation

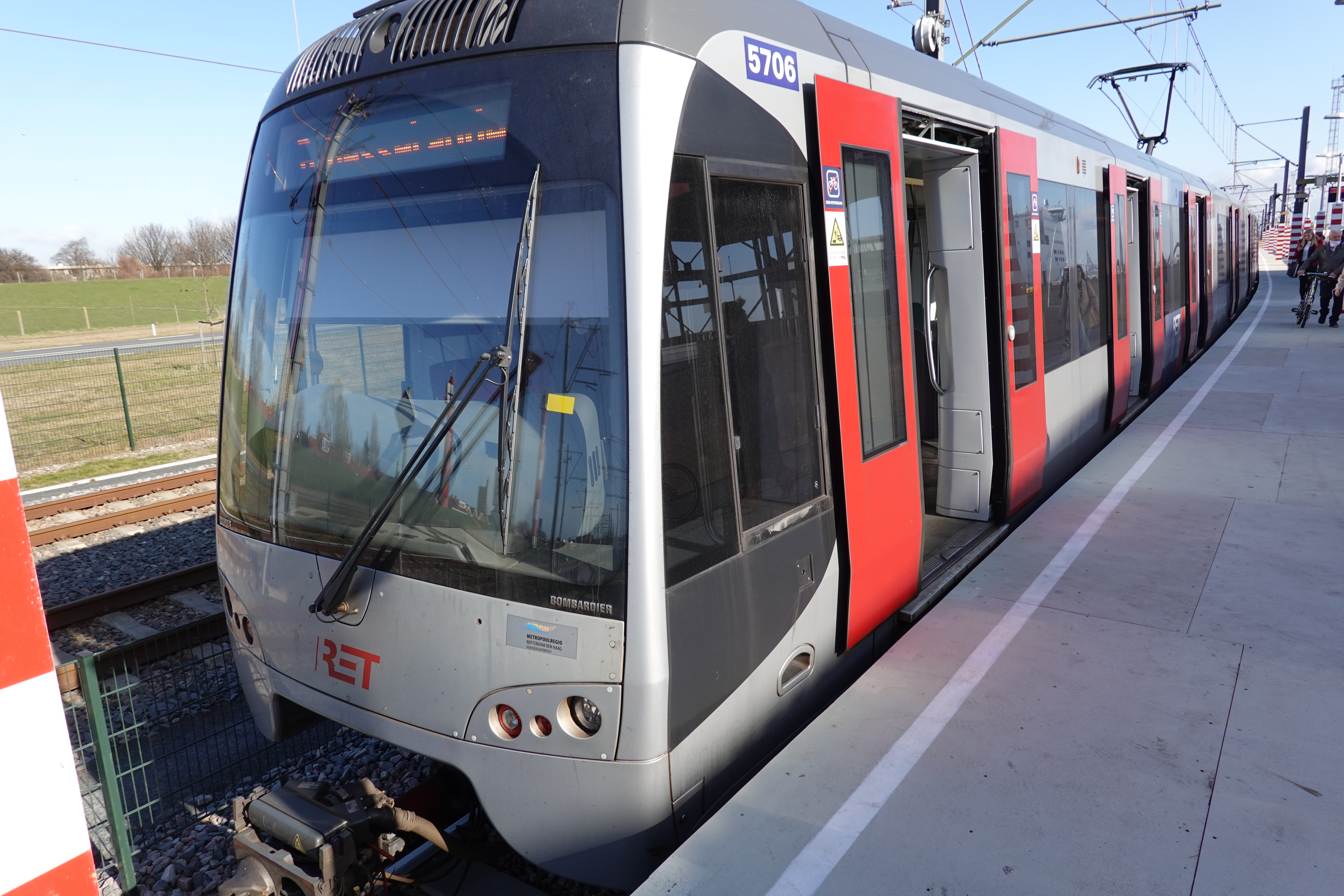
Een metro op het tweede tijdelijke metrostation

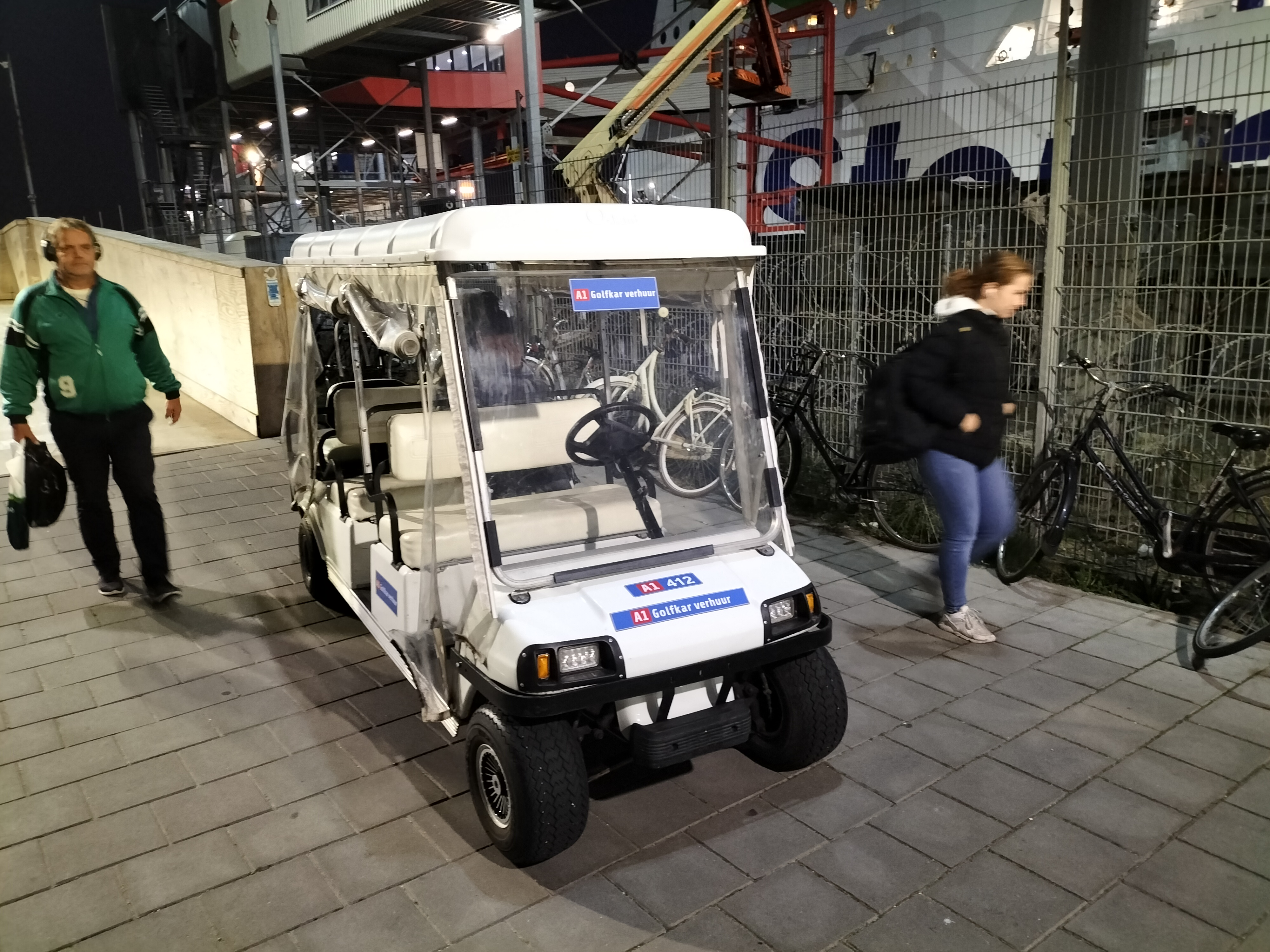
Golfkar ingezet als invalidenvervoer op het tweede tijdelijke metrostation Hoek van Holland Haven

Vanaf 14 maart 2022 werd er een nieuw, tijdelijk, metrostation geopend, zo'n 400 meter oostelijker, met één perron, aan een kopspoor ten oosten van het treinstation. De enige toegang tot dit perron loopt via het oude perron. Vanwege de grote afstand (500 m lopen) werd een golfkar ingezet voor mensen die slecht ter been waren. De sporen langs het oude stationsgebouw zijn verwijderd, er zijn nieuwe sporen aangelegd in een boog richting het definitieve metrostation.

#### Definitief metrostation

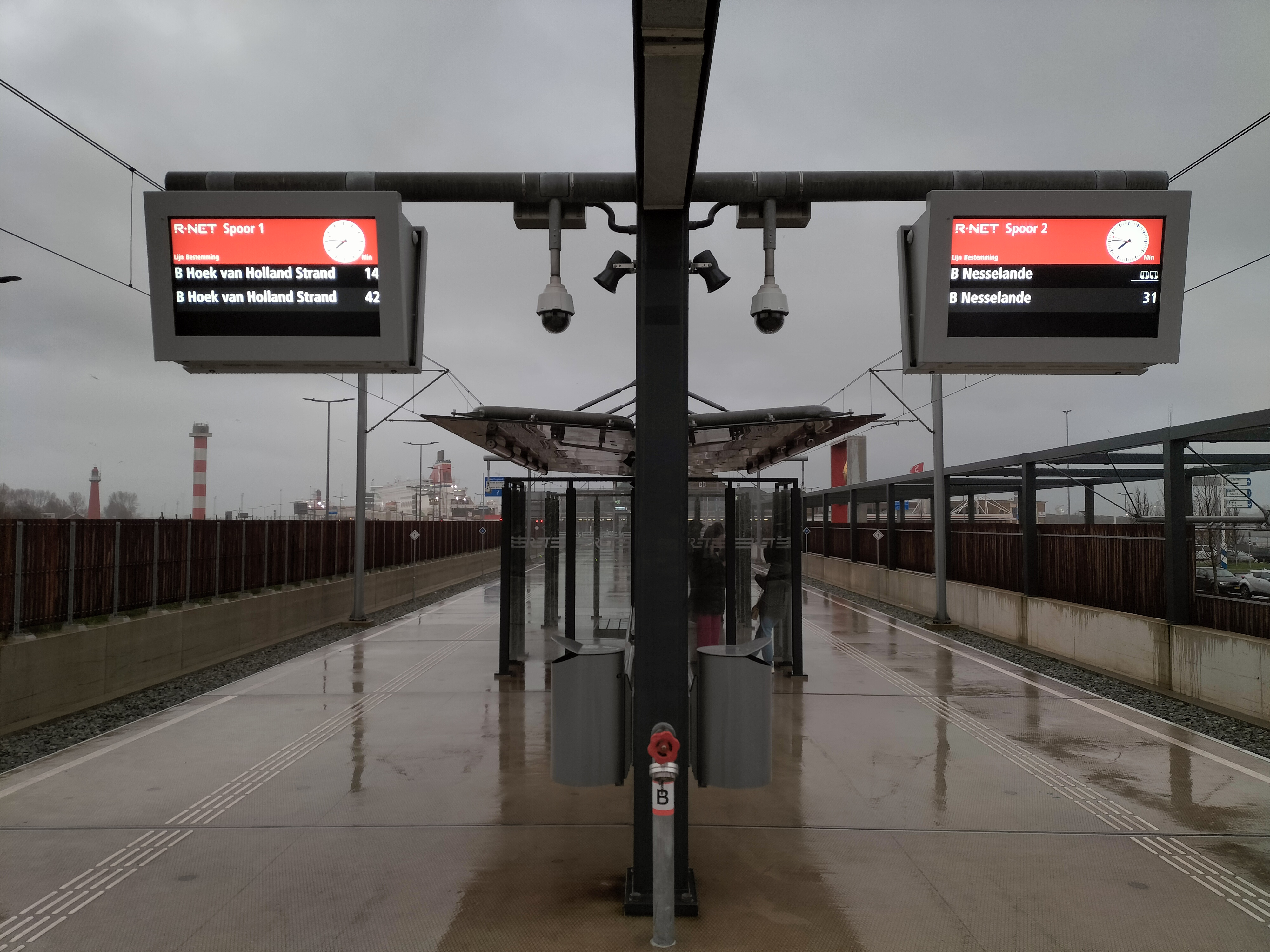
Het definitieve metrostation station Hoek van Holland Haven, met op de achtergrond (achter paal en abri) het oude stationsgebouw en links de Stena Line-veerbootterminal

In 2021 werd een nieuw metrostation aangelegd, nu met eilandperron, en iets westelijker dan het aloude station, ten westen van de Stationsweg. Dit station werd op 31 maart 2023 geopend, tegelijk met de verlenging van metrolijn B naar Hoek van Holland Strand. De tijdelijke pendelbusdienst verdween die dag ook.
Het station heeft twee entrees, de zuidoostelijke genaamd Stena Line dicht bij de veerbootterminal, en een noordwestelijke Centrum.

### Veerbootterminal

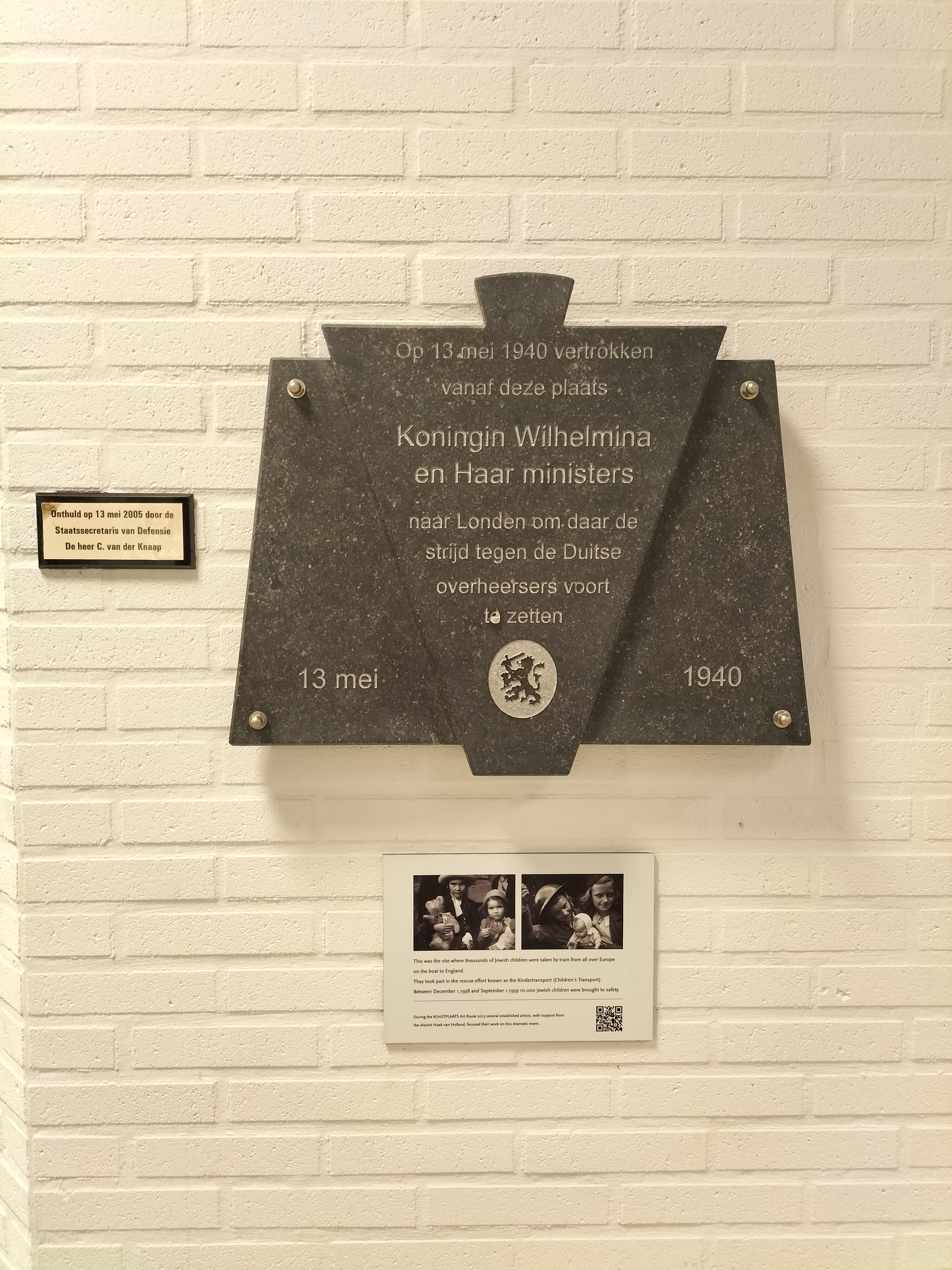
Herdenkingsplaquette vertrek Koningin Wilhelmina naar Engeland op 13 mei 1940 in de veerbootterminal

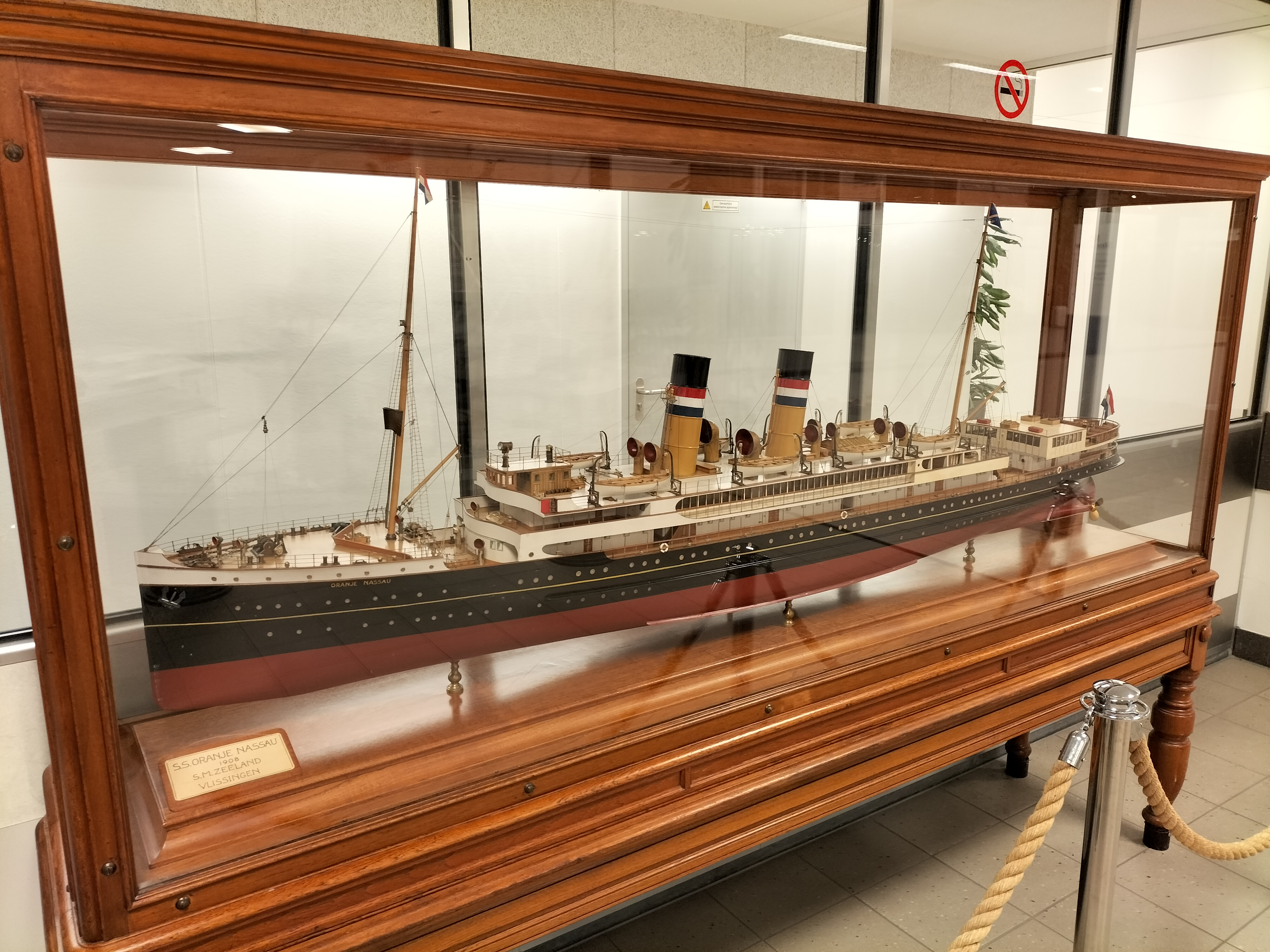
Model van S.S. Oranje Nassau in de veerbootterminal Hoek van Holland

In 1893 werd de veerbootroute van Hoek van Holland naar Harwich geopend. Het stoomschip Chelmsford, van de Great Eastern Railway, dat op 1 juni om 5:30 als eerste aanmeerde, gevolgd door een tweede schip, de Cambridge, dat de eerste nachtelijke overvaart richting Engeland verzorgde. In 1903 werd een nieuwe America-pier geopend, waar de Holland-Amerika Lijn aanmeerde als Rotterdam vanwege slecht getij niet bereikbaar was. Na de uitdieping van de Nieuwe Waterweg in 1932 werd deze pier weer door de HAL gesloten, alle schepen op Amerika voeren door naar Rotterdam. Op de pier werd door New Fruit Wharf de grootste Europese fruithandel opgezet.
In 1914, tijdens de Eerste Wereldoorlog, wordt de veerbootdienst stilgelegd en de haven als marinebasis gebruikt. Tijdens de oorlog zijn veel veerboten gezonken en pas vanaf 1920 waren er voldoende schepen om de veerdienst op Engeland te herstarten.
Op 1 september 1939 wordt de veerdienst op Engeland stilgelegd. De Prague is op die dag de laatste boot die vertrekt naar Harwich, en ook het eerste schip dat op 15 november 1945, na de tweede Wereldoorlog weer aankomt. Op 13 mei 1940 werd vanaf de Harwichkade Koningin Wilhelmina met de Britse torpedobootjager HMS Hereward (H93) naar Engeland geëvacueerd.
Vanaf 1947 wordt ook de dagdienst van de Stoomvaart Maatschappij Zeeland (SMZ) vanuit Hoek van Holland uitgevoerd, vanwege de oorlogsschade aan de haven van Vlissingen. Dit zou in de eerste instantie tijdelijk zijn, maar werd later definitief, onder de naam Crown Line.
Great Eastern Railway gaat in 1923 over in de London & North Eastern Railway (LNER), en in 1948 in British Railways (later British Rail, BR). Vanaf 1970 worden alle veerdiensten van BR uitgevoerd onder de naam Sealink, tot 1984 als de veerdienst overgenomen wordt door Sea Containers.
In 1968 wordt een RoRo-terminal aangelegd in Hoek van Holland, waardoor het weg(vracht)verkeer een vlucht neemt.
Op 22 juni 1989 verkoopt de Nederlandse Staat haar aandeel in SMZ aan Stena Line. In 1990 wordt ook nachtdienst van Sealink door Stena Line overgenomen, waardoor de voorheen concurrerende dag- en nachtboten onder één vlag worden uitgevoerd. Stena Line investeert in een nieuwe terminal. Deze ligt direct aan het treinstation Hoek van Holland.
Tussen 2008 en 31 december 2021 was er een veerverbinding van RET Fast Ferry tussen Hoek van Holland, de Maasvlakte, en op bepaalde tijden ook de de Pistoolhaven en de Scheurhaven. Deze veerdienst werd uitgevoerd vanuit de Berghaven, iets ten westen van het treinstation.

## Faciliteiten
Het oude treinstation had geen loket meer voor de treinreizigers, maar op de boot werden treinkaarten verkocht totdat de papieren treinkaarten op 9 juli 2014 in heel Nederland werden afgeschaft.
Direct achter het treinstation ligt de uitgebreide veerterminal voor bootreizigers, met loketten, toiletten en grenscontrolefaciliteiten. De voetpassagiers worden via een uitgebreid net van gangen met looptrappen van en naar de boot geleid. Sinds 1 april 2017 bestaat voor Stenaline-passagiers een gecombineerd NS/RET-ticket voor alle stations van en naar Hoek van Holland. In het stationsgebouw is een Japanse bar/restaurant gevestigd.
Bij het definitieve metrostation is een VVV-kantoor Hoek van Holland ingericht, met een kleine souvenirwinkel.

## Verbindingen

### Metro
| Lijn      | Bestemming                           | Vervoerder |
| --------- | ------------------------------------ | ---------- |
| Metrolijn | Nesselande - Hoek van Holland Strand | RET        |

### Buslijnen
De volgende buslijn van EBS stopt op station Hoek van Holland Haven.
| Lijn | Bestemming          | Via                     | Vervoerder | Opmerkingen                                                      |
| ---- | ------------------- | ----------------------- | ---------- | ---------------------------------------------------------------- |
| 31   | Den Haag, Leyenburg | 's-Gravenzande, Monster | EBS        | Niet alle bussen van deze lijn rijden door naar Hoek van Holland |

### Veerboten
| Veerboot   | Bestemming                     | Frequentie                                  |
| ---------- | ------------------------------ | ------------------------------------------- |
| Hoeksveer  | FutureLand (Tweede Maasvlakte) | Vaart ieder jaar van 1 april tot 1 oktober. |
| Stena Line | Station Harwich International  | Vaart 2× per dag                            |

## Afbeeldingen

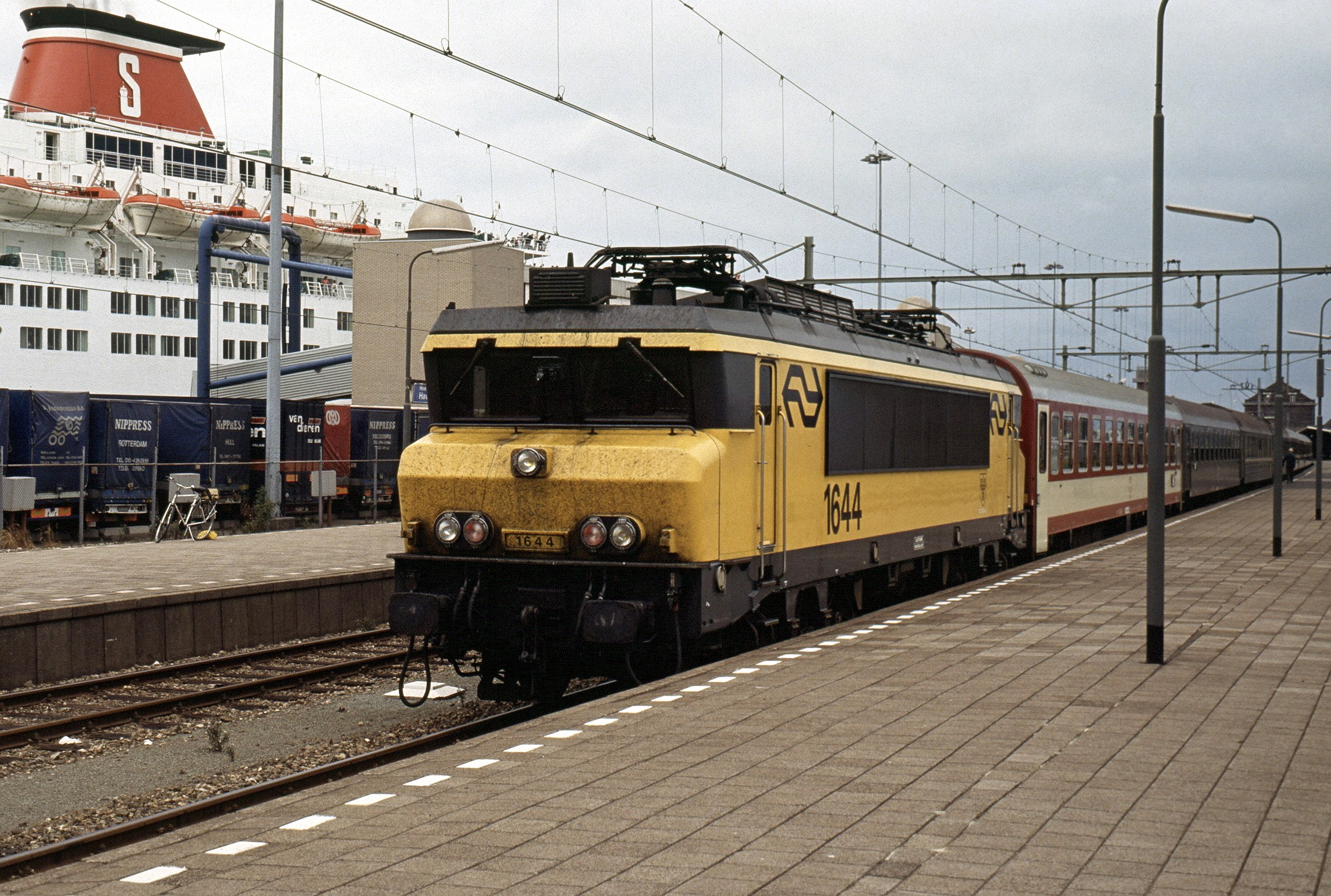
D-trein naar Berlijn in 1991. Op de achtergrond de veerboot naar Harwich.
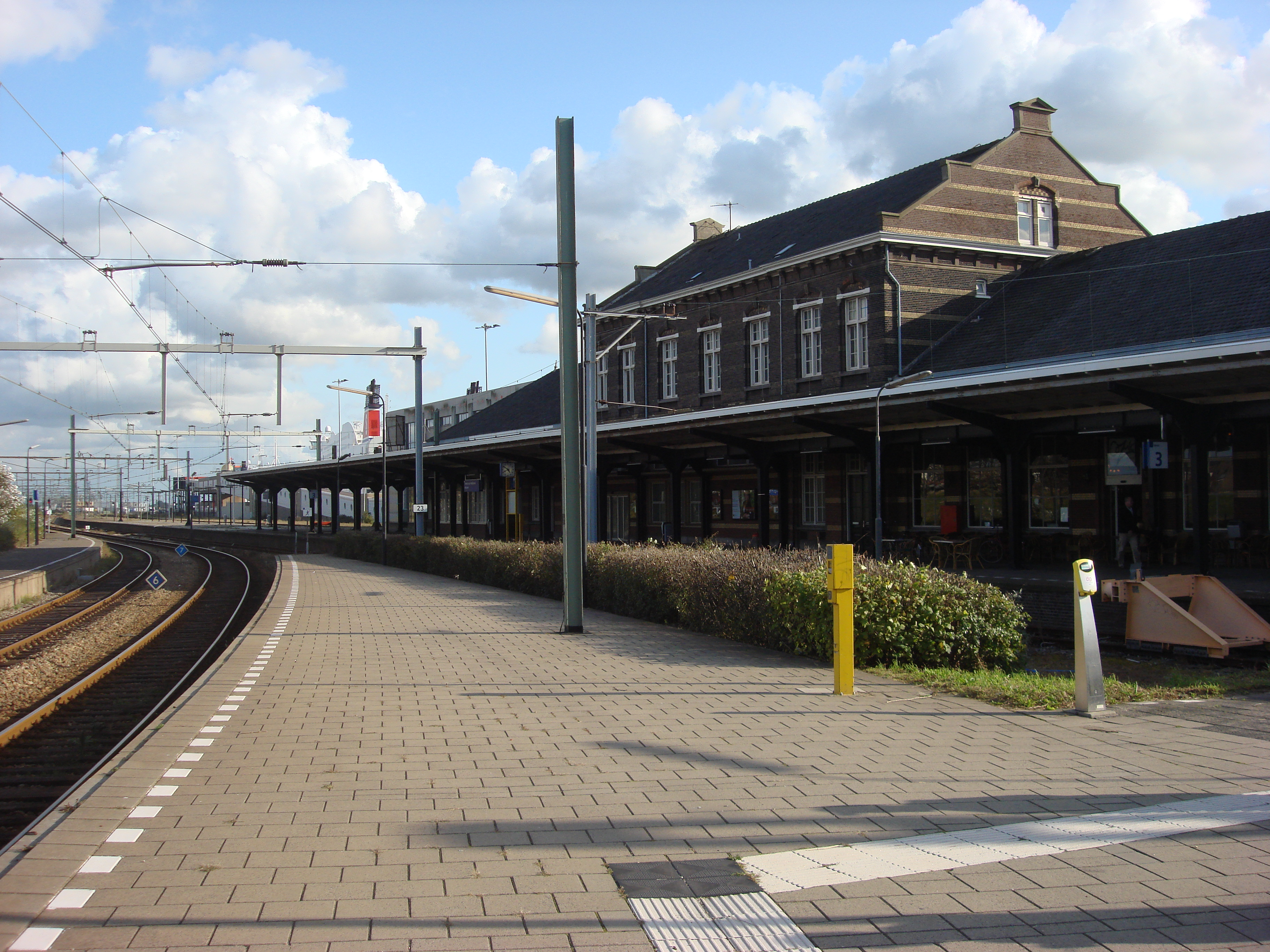
Station Hoek van Holland Haven in 2008.
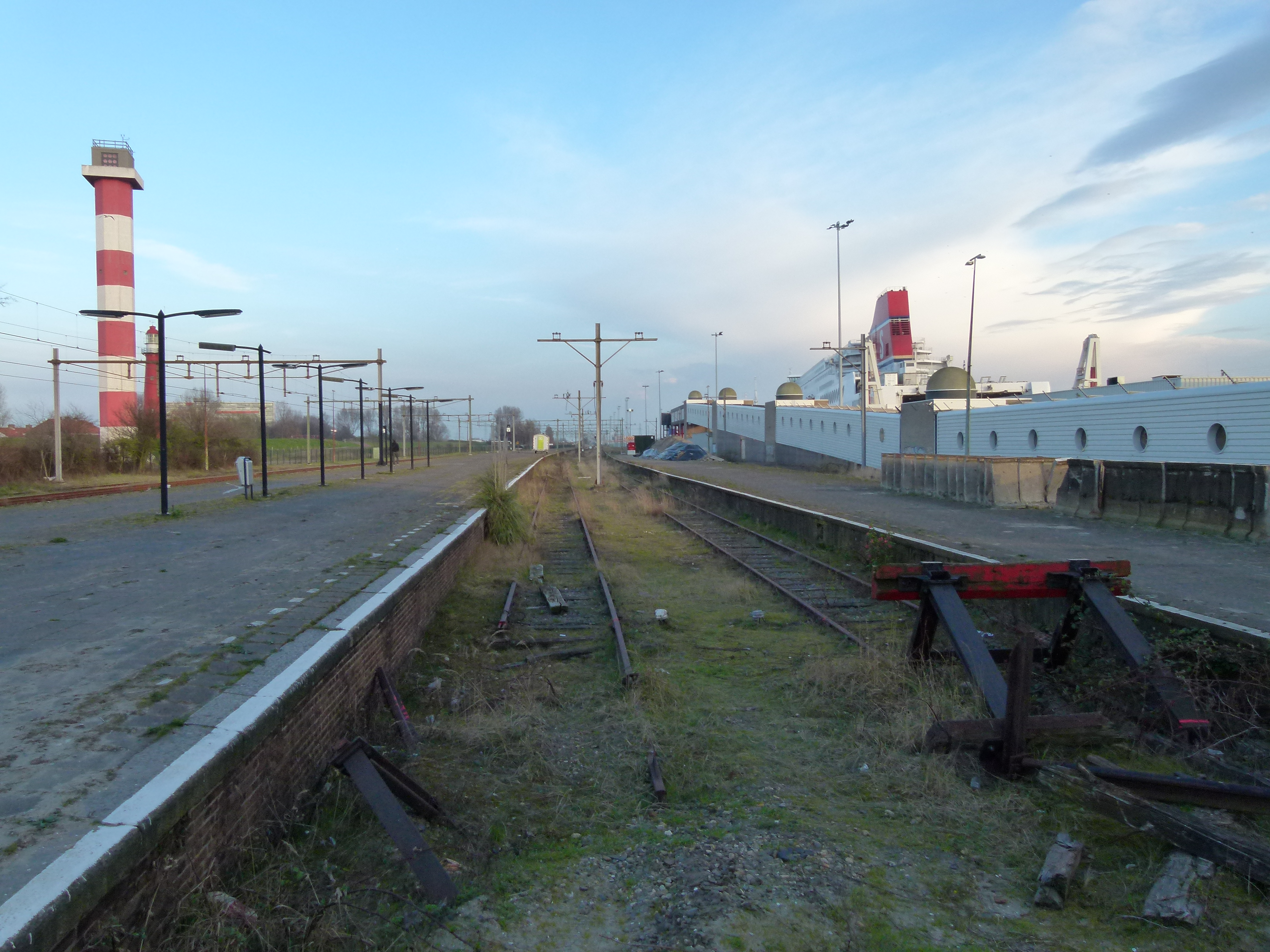
Station Hoek van Holland Haven anno 2017 met de kopsporen waar vroeger de internationale treinen aankwamen.
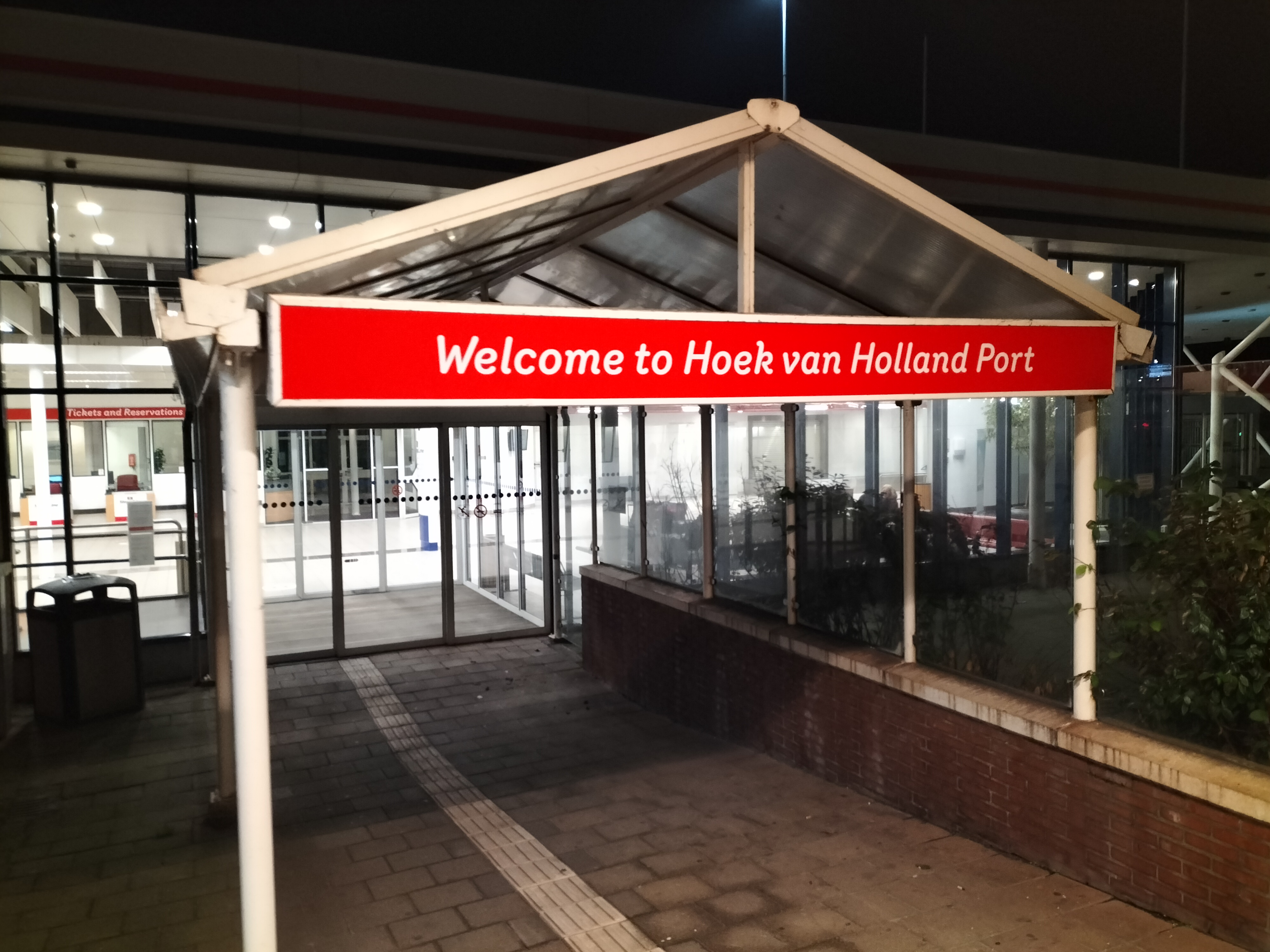
Entree van veerbootterminal Hoek van Holland
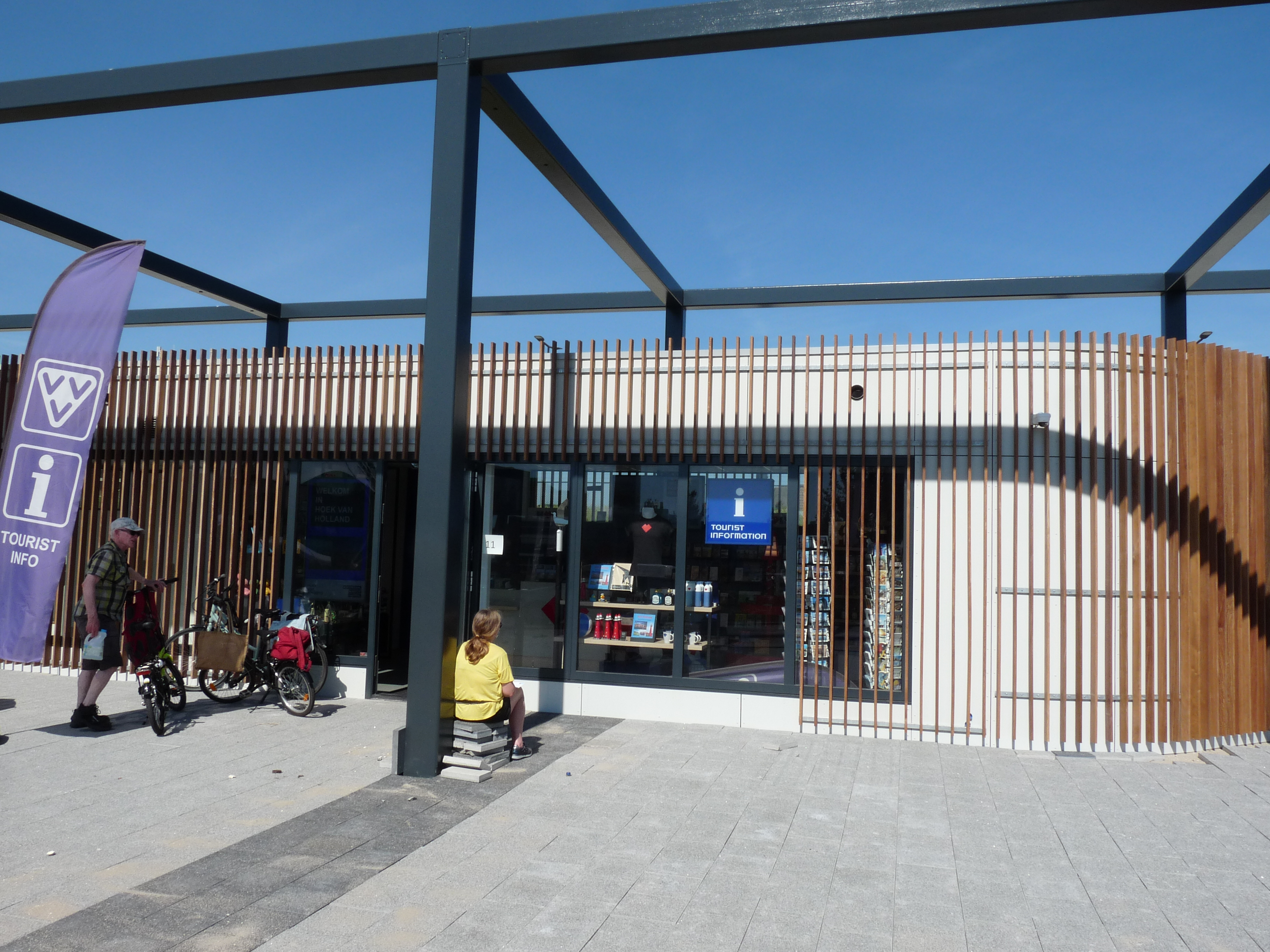
VVV-kantoor